# Château de Rastenberg
Le château de Rastenberg est un château fort construit à la fin du XIIe siècle et au début du XIIIe siècle, situé dans la commune autrichienne de Rastenfeld, dans le district de Krems, en Basse-Autriche, au nord-ouest de Vienne.
Il est inscrit comme monument historique.

## Historique
Une étude dendrochronologique a permis de situer la date de construction du château entre 1193 et 1205. Il faisait partie d'un système de défense le long de la rivière Kamps, avec les châteaux voisins d'Ottenstein (de) et de Lichtenfels (de).
La famille de Rastenberg est une branche de la lignée des Rauhenecker, constructeurs au XIIe siècle du château de Rauheneck,. Le dernier des Rastenberg attesté, Otto, meurt en 1292 ou 1293 ; en 1363, la seigneurie de Rastenberg échoit au duc d'Autriche Rodolphe IV et sera administrée par des baillis ou donnée en gage.
Au début du XVe siècle, le château est endommagé lors des guerres hussites. En 1432, il est en possession des seigneurs de Neideck, qui le font fortifier. Après l'extinction de cette famille, Michael Zeller, de confession protestante, en obtient la possession en gage de seigneurie, et y offre un refuge aux nobles protestants et à leurs partisans ; pendant la guerre de Trente Ans, le château est pillé en 1620 par les troupes du général impérial Bucquoy et en 1645 par l'armée suédoise.
Rastenberg entre en possession en 1663 de la famille de Lamberg, en 1754 de celle de Bartenstein et en 1879 de la famille de Thurn-Valsassina, créés comtes en 1541, toujours propriétaires du château au début du XXIe siècle.

## Architecture
Le château de Rastenberg est une construction étroite et allongée, avec une avant-cour et deux petites cours intérieures, située à l'extrémité d'un éperon rocheux orienté est-ouest sur le flanc est de la vallée du Purzelkamp (de). Le donjon haut de 27 mètres n'a jamais été détruit ou remanié, et a conservé son caractère médiéval.

## En littérature
L'écrivaine française Christiane Singer épouse en 1968 le comte Georg von Thurn-Valsassina, architecte, et s'installe en 1973 dans le château de Rastenberg ; ce dernier lui inspire en 1996 son œuvre éponyme, Rastenberg,.